# 蒂乌河

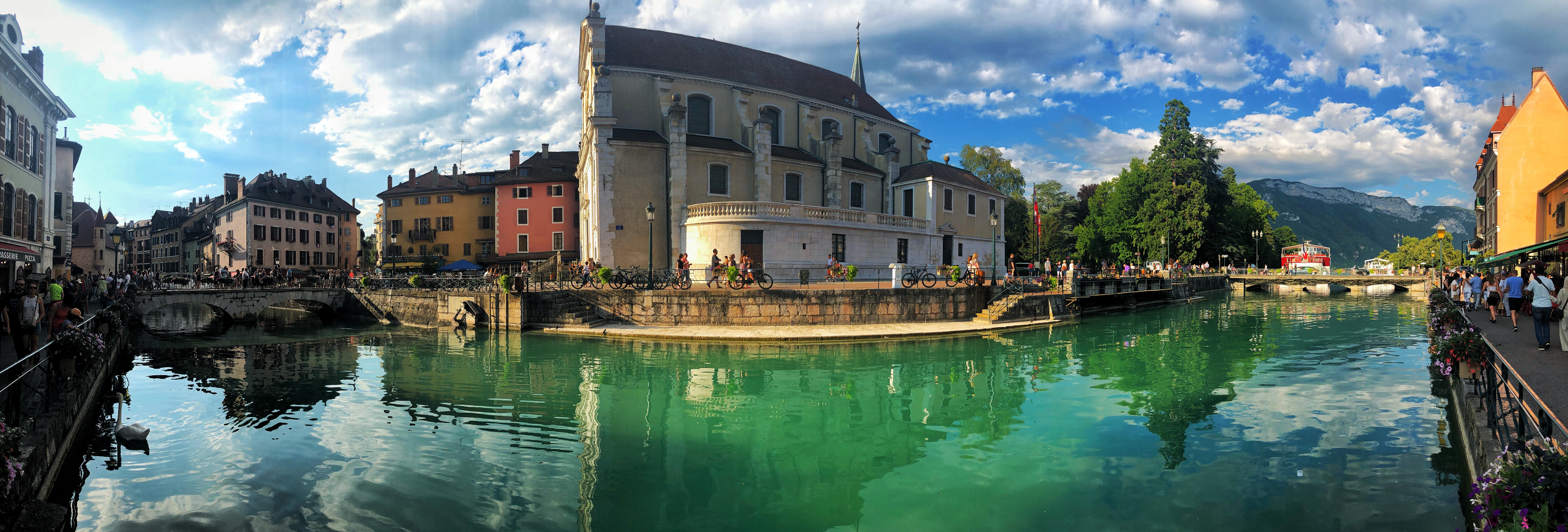
阿讷西市中心蒂乌河全景

蒂乌河（法語：Thiou，法語發音：[tju]）是法国奥弗涅-罗讷-阿尔卑斯大区上萨瓦省省会阿讷西市内的一条河流。全长3.6公里。它是阿讷西湖的出水通道，注入罗讷河的支流菲耶尔河。蒂乌河被认为是欧洲最干净的河流之一。蒂乌河穿过城区，形成多条小运河，因此阿讷西经常被称为阿尔卑斯山的威尼斯。
在十九世纪，蒂乌河在制造业活动中扮演了重要角色，为阿讷西市的工业发展提供了必要的能源。

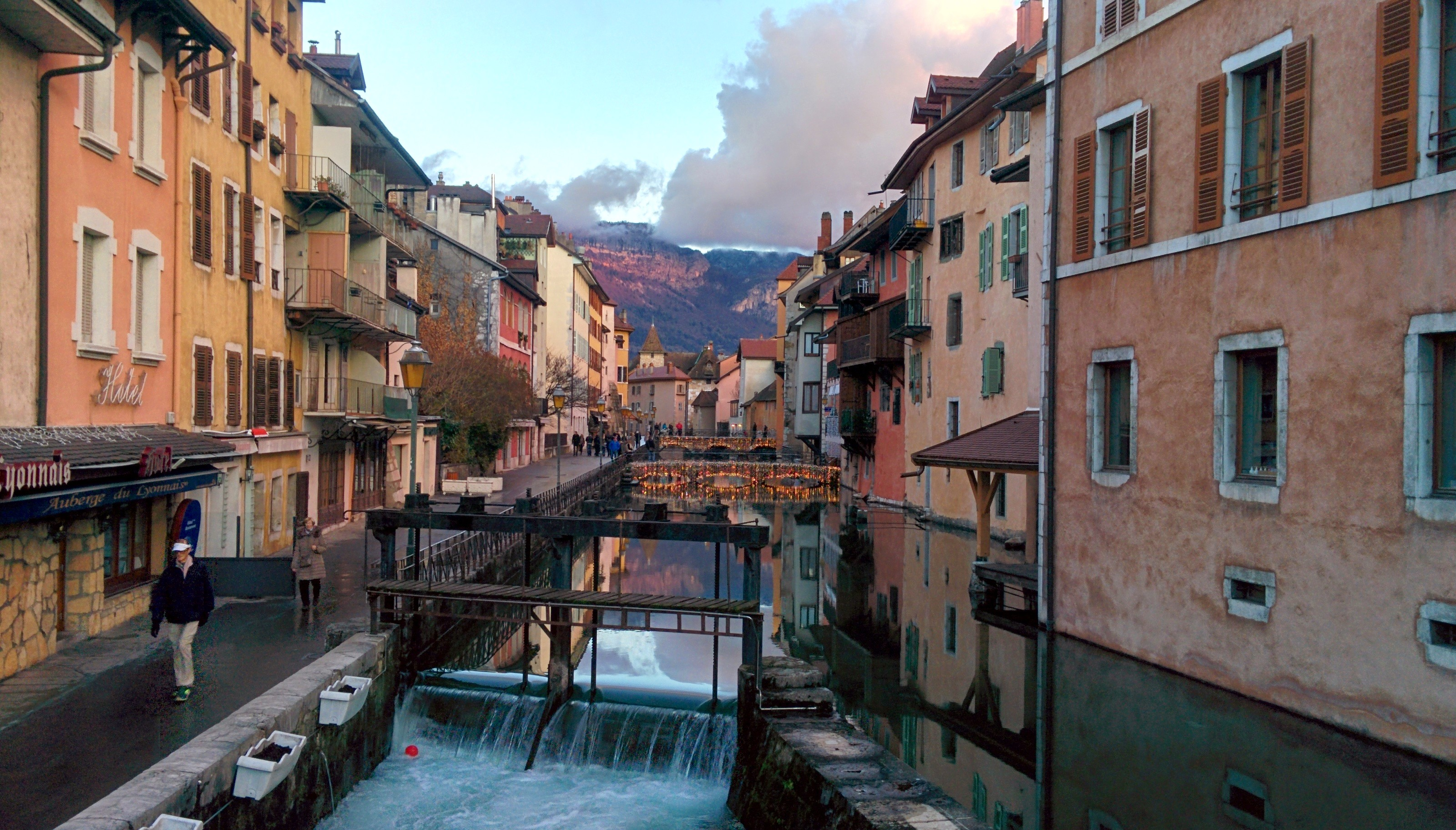